# Ferdinandka
Ferdinandka (Duits: Ferdinandschacht) is een Tsjechische plaats in de gemeente Cvrčovice in de regio Midden-Bohemen en maakt deel uit van het district Kladno. Het dorp ligt op zo'n 700 meter afstand van Cvrčovice.
Ferdinandka telt 19 inwoners (2021).

## Geschiedenis
Het dorp werd gesticht bij de voormalige Ferdinandmijn en is vernoemd naar keizer Ferdinand I van Oostenrijk. De mijnbouw vond hier plaats in de laatste drie decennia van de 19e eeuw en de eerste twee decennia van de 20e eeuw.
Sinds 1960 is Ferdinandka onderdeel van de gemeente Cvrčovice binnen het district Kladno.

## Verkeer en vervoer

### Autowegen
Er leidt een regionale weg naar het dorp. Snelweg D7 ligt op 4 km afstand van het dorp en verbindt Ferdinandka met Praag, Slaný en Chomutov.

### Spoorlijnen
Er is geen station of spoorlijn in het dorp. Het dichtstbijzijnde station is Brandýsek, op zo'n 2 km afstand. Dat station ligt aan spoorlijn 093 Kralupy nad Vltavou - Kladno.

### Buslijnen
Er halteert geen bus in het dorp. De dichtstbijzijnde bushalte is in Cvrčovice.

## Bezienswaardigheden
- Restanten van de Ferdinandmijn: een deel van de mijngebouwen (een zwaar verbouwd administratief gebouw en een gilde) zijn bewaard gebleven. Enkele tientallen meters ten noorden van het dorp, aan de weg naar Čabárna, zijn de oude ingangen van de mijnen Ferdinand I en Ferdinand II nog te zien. Eerstgenoemde mijn is een van de punten langs de educatieve wandelroute Al wandelend over bospaden door de geschiedenis van de steenkoolwinning in Kladno, die van Vrapice naar Čabárna loopt.